# NCMAP
NCMAP (англ. Non-compact myelin associated protein) – білок, який кодується однойменним геном, розташованим у людей на 1-й хромосомі. Довжина поліпептидного ланцюга білка становить 102 амінокислот, а молекулярна маса — 11 082.
| 10         |  | 20         |  | 30         |  | 40         |  | 50         |
| ---------- |  | ---------- |  | ---------- |  | ---------- |  | ---------- |
| MTTATPLGDT |  | TFFSLNMTTR |  | GEDFLYKSSG |  | AIVAAVVVVV |  | IIIFTVVLIL |
| LKMYNRKMRT |  | RRELEPKGPK |  | PTAPSAVGPN |  | SNGSQHPATV |  | TFSPVDVQVE |
| TR         |  |            |  |            |  |            |  |            |

A: Аланін

D: Аспарагінова кислота

E: Глутамінова кислота

F: Фенілаланін

G: Гліцин

H: Гістидин

I: Ізолейцин

K: Лізин

L: Лейцин

M: Метіонін

N: Аспарагін

P: Пролін

Q: Глутамін

R: Аргінін

S: Серин

T: Треонін

V: Валін

Локалізований у клітинній мембрані, мембрані.